# Герань голостебельная
Гера́нь голостебе́льная (лат. Geránium gymnocáulon) — травянистое растение, вид рода Герань (Geranium) семейства Гераниевые (Geraniaceae).

## Ботаническое описание
Многолетнее травянистое растение с вертикальным корневищем. Прикорневые листья обыкновенно в числе 5—10, стебель часто единственный. Стебель восходящий, 15—30 см высотой, в верхней части с коротким прижатым опушением, снизу совсем голый, с листьями только в верхней части, обычно мало ветвящийся. Прикорневые листья в очертании пятиугольные, почти до основания рассечённые на ромбические доли, в свою очередь раздельные, с ланцетными дольками. Верхняя сторона листьев голая, нижняя — по жилкам с тонким опушением. Черешки до 20 см длиной. Стеблевые листья мелкие, не до конца пятираздельные до трёхраздельных.
Цветки интенсивно-фиолетовые, лепестки до 2 см длиной, на верхушке выемчатые до почти двулопастных. Чашелистики 7—10 мм длиной, на верхушке с остью до 3 мм, по краям волосистые. Цветоносы 3—5 см длиной, с коротким опушением. Цветоножки сгруппированы по две, около 1 см длиной.

## Распространение
Встречается на Юго-Западном Кавказе и в Северо-Восточной Турции. Луговой альпийский и субальпийский вид.

## Таксономия и систематика

### Синонимы
- Geranium amethystinum Ledeb. ex Nordm., 1837
- Geranium ibericum var. brachytrichum Boiss., 1867